# Kenseitō

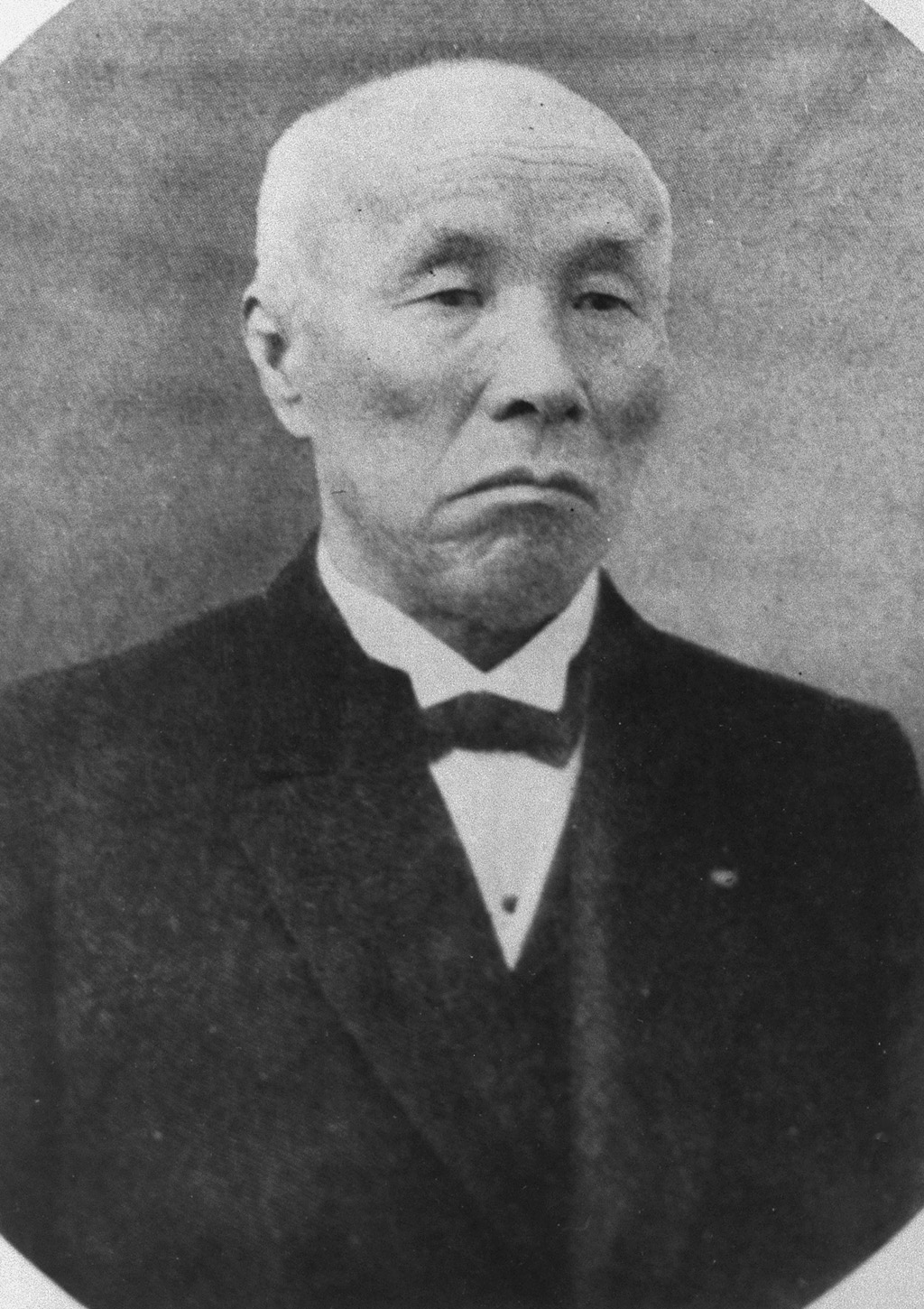
Shigenobu Okuma, le fondateur du Kenseitō

Le Kenseitō (Parti constitutionnel) (憲政党, Kenseitō) était un parti politique japonais de l'ère Meiji.
Le Kenseitō fut fondé en juin 1898, par la fusion du Shinpotō dirigé par Shigenobu Okuma et du Jiyūtō mené par Itagaki Taisuke, avec Okuma comme président du parti. Après l'effondrement du gouvernement de Hirobumi Itō, Ōkuma est devenu premier ministre du Japon, et à l'élection suivante, le Kenseitō a gagné la majorité des sièges dans la Chambre basse de la Diète.
Cependant, les membres de l'ancien Jiyūtō ont estimé que Okuma n'avait pas réparti les sièges du conseil des ministres dans une bonne proportion avec leur parti, et ont rejoint Aritomo Yamagata et d'autres éléments conservateurs du régime pour critiquer le ministre de l'éducation Yukio Ozaki par un discours qui selon eux promouvait le républicanisme. Après la démission d'Ozaki, l'ancien parti du Jiyūtō continua à attaquer le gouvernement jusqu'à ce que le Conseil des ministres d'Okuma se soit désagrégé.
L'ancienne Jiyūtō se réorganisa dans le « Nouveau Kenseitō » en novembre 1898 avec Itagaki comme président. Le « Nouveau Kenseitō » a rejoint le Rikken Seiyūkai de Hirobumi Itō en 1900.
Les membres restants du parti encore fidèles à Okuma se sont reformés dans le « Kensei Hontō » (Vrai Kenseitō) en novembre 1898. Cependant, 34 membres ont déserté en 1901 après le soutien d'Okuma à la volonté du 4e gouvernement Itō d'augmenter les impôts pour payer les dépenses dû à la révolte des Boxers.
En 1903, le Kensei Hontō et le Rikken Seiyūkai ont fusionné pour s'opposer au premier gouvernement de Tarō Katsura. En 1907, Okuma a démissionné de son poste de président, et aux élections de 1909, le Kensei Hontō a seulement gagné 65 sièges à la Diète, par opposition aux 204 du Rikken Seiyūkai.
Le Kensei Hontō a fusionné avec des petits partis pour former le Rikken Kokumintō en mars 1910.